# آزادراه ۵ (ایران)
آزادراه ۵، آزادراهی است که از تهران آغاز می‌شود و شهرهای مرکز و غرب ایران را به شهرهای جنوب، و بندر امام خمینی پیوند می‌دهد. این آزادراه بخشی از محور شمال به جنوب می‌باشد. آزادراه تهران–ساوه نیز یکی از بخش‌های فعال این آزادراه در فاصله تهران تا ساوه است. برنامه ساخت این آزاد راه در دوران سید محمد خاتمی کلید خورد و در دولت دوم احمدی‌نژاد پایان یافت

## بخش‌ها
- آزادراه پردیس-آمل (در دست احداث)
- آزادراه تهران-پردیس (فعال)
- آزادراه تهران-ساوه (فعال)
- آزادراه ساوه-سلفچگان (فعال)
- آزادراه سلفچگان-قم (کنارگذر غربی قم) (در دست احداث)
- آزادراه سلفچگان-اراک (در دست احداث)
- آزادراه کنارگذر شمالی اراک (قطعه دوم در دست احداث)
- آزادراه اراک-بروجرد (درحال احداث)
- کنارگذر جنوبی بروجرد (فعال)
- آزادراه بروجرد-خرم‌آباد (فعال)
- کنارگذر جنوبی خرم‌آباد (آغاز به‌کار نشده)
- آزادراه خرم‌آباد-پل‌زال (خرم زال) (فعال)
- آزادراه پل‌زال-اندیمشک (فعال)
- آزادراه اندیمشک-اهواز (آغاز به‌کارنشده)
- آزادراه اهواز-بندر امام‌خمینی (فعال)

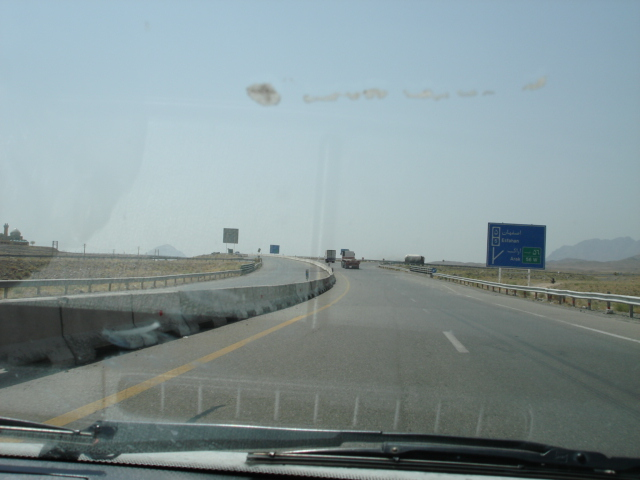
تقاطع آزادراه ۵ با جاده ۵۶ در سلفچگان

## آزادراه خرم زال

آزادراه خرم‌زال

آزادراه خرم زال که با نام آزادراه خرم‌آباد - پل زال نیز شناخته می‌شود و عملیات ساخت آن از سال ۱۳۸۴ آغاز شده بود در حد فاصل دو شهر خرم‌آباد و اندیمشک به طول ۱۶۴ کیلومتر قرار گرفته‌است. ازجمله اهداف ساخت این آزادراه کاهش تصادفات، کاهش زمان سفر و همچنین صرفه‌جویی سالانه ۴۰۰ میلیارد ریال در مصرف سوخت، کاهش ۶۰ کیلومتری طول آزادراه نسبت به مسیر قدیمی خرم‌آباد - پلدختر - اندیمشک، کاهش بار ترافیکی و افزایش سرعت مطمئن در این محور عنوان شده‌است.

### ویژگی‌ها
آزادراه خرم زال دارای ۱۴ دهنه تونل دوقلو به طول ۲۵ کیلومتر (که طولانی‌ترین آن‌ها دارای طول تقریبی ۲۱۹۱ متر است)، ۱۴۰ دهنه پل کوچک، دو تقاطع غیرهمسطح و ۲۸ پل بزرگ به طول ۲ هزار و ۶۰۰ متر. ساخت این آزادراه حدود هفت هزار و ۵۰۰ میلیارد ریال هزینه داشته‌است که ۵۰ درصد هزینه آن توسط دولت و ۵۰ درصد بقیه آن توسط بخش خصوصی تأمین شده‌است. عوارض دریافتی از خودروها در این آزادراه طی ۱۸ سال پس از بهره‌برداری به بخش خصوصی تعلق خواهد داشت. این آزادراه به صورت چهار خطه و با عرضی در حدود ۲۶ متر احداث شده‌است. آزادراه در فاصله ۱۸ کیلومتری جنوب غربی خرم‌آباد آغاز شده و در ۳٫۵ کیلومتری روستای پل زال واقع در حدود ۵کیلومتری شهر اندیمشک خاتمه می‌یابد.

### ساخت
این آزادراه به طول ۱۰۴ کیلومتر بوده و برای آن ۱۴ تونل به طول مجموع ۲۵ کیلومتر و ۲۸ دهنه پل بزرگ به طول مجموع ۲۸۰۰ متر ساخته شده‌است. همچنین ساخت ۲ تقاطع غیر همسطح نیز از دیگر سازه‌های آن به حساب می‌آید. هزینه ساخت کل برنامه ۷۵۰ میلیارد تومان برآورد شده‌است که نیمی از آن توسط بخش خصوصی تأمین شده‌است. در زمان ساخت این طرح عظیم، ۴۰۰۰ نفر مشغول به کار احداث این برنامه بودند.

### خسارت به طبیعت
احداث این آزادراه دوهزار هکتار از عرصه‌های طبیعی استان لرستان را نابود کرده‌است. آزادراه خرم زال از نقاط بکر و جنگلهای بلوط جنوب لرستان عبور کرده‌است.

### بهره‌برداری
این آزادراه در تاریخ ۱۱ آبان ۱۳۸۹ با حضور محمود احمدی‌نژاد و حمید بهبهانی وزیر راه و ترابری وقت به‌صورت رسمی به بهره‌برداری رسید.

## آزادراه شهید بروجردی
آزادراه خرم‌آباد - بروجرد - اراک با نام آزادراه شهید محمد بروجردی بخشی از آزادراه سراسری شماره ۵ کشور است، که با طول ۱۳۴ کیلومتر در محدوده دو استان لرستان و مرکزی قرار دارد.
این آزادراه در استان لرستان از شرق شهر خرم‌آباد (تقاطع بزرگراه خرم‌آباد-بروجرد-درود) شروع می‌شود و با عبور از بخش بیرانوند، از طریق تونل پونه وارد دشت سیلاخور در شهرستان بروجرد می‌شود. در شهرستان بروجرد دارای دو دسترسی در محل بزرگراه بروجرد-دورود و روستای دهکرد (بزرگراه بروجرد-اراک) است. آزادراه در ادامه با ورود به استان مرکزی، در محدوده پتروشیمی شازند اراک (تقاطع بزرگراه اراک-ملایر-بروجرد) به آزادراه کنارگذر شمالی اراک متصل می‌شود.

### ویژگی‌ها
به‌دلیل عبور آزادراه شهید بروجردی از کوه‌های زاگرس، عملیات ساخت پل و تونل در این مسیر از اهمیت زیادی برخوردار بوده‌است. تونل دوقلوی پونه با طول ۳۲۰۰ متر، نخستین و بزرگ‌ترین تونل آزادراهی سه خطه کشور است، که به صورت دو تونل موازی، و سرجمع با شش خط عبوری بین دو شهر بروجرد و خرم‌آباد قرار دارد.
این آزادراه در مجموع ۱۳۴ کیلومتر طول و ۷۵۰۰ متر تونل دارد. طول قطعه اول آن (فاصله اراک تا دهکرد بروجرد) ۶۸ کیلومتر، قطعه دوم (کمربندی جنوب بروجرد) ۱۳/۹ کیلومتر، قطعه سوم (جنوب بروجرد تا بیرانشهر) ۳۳/۲ کیلومتر، و قطعه چهارم (بیرانشهر-خرم‌آباد) ۱۹/۱ کیلومتر است.
در قطعه اول ۱۰۰۳ متر تونل، ۱۴ پل، ۳۷۷ متر دیوار حائل و ۲۰۴ آبرو احداث شده است. در قطعه دوم ۲ پل و ۵۷ آبرو، در قطعه سوم ۶۱۶۷ متر تونل، ۹ پل، ۵۹۷۴ متر دیوار حائل و ۸۶ آبرو، و در قطعه چهارم ۱۲۵۸ متر تونل، ۴ پل، ۶۱۵۹ متر دیوار حائل و شمار ۶۰ آبرو احداث شده‌است.

### ساخت و بهره‌برداری
طرح ساخت آزادراه در مسیر اراک، بروجرد و خرم‌آباد از سال ۱۳۹۲ در چهار قطعه آغاز شد و مجری طرح، قرارگاه سازندگی خاتم الانبیا بود. در ۱۱ مرداد ۱۴۰۰ بهره‌برداری از قطعات دوم، سوم و چهارم آزادراه در محدوده شهرستان‌های بروجرد و خرم‌آباد، سرجمع به طول ۶۸ کیلومتر آغاز شد. برای ساخت این سه قطعه، ۲ هزار و ۶۰۰ میلیارد تومان هزینه صرف شد.

## مسیر

### آزادراه بندر امام خمینی - تهران
| پایانه بار تهران |

| نیروگاه رودشور |

### آزادراه پردیس-تهران
|                             | آزادراه کنارگذر جنوبی بومهن · \| آزادراه کنارگذر شمالی بومهن \| جاده ۷۷ · شرق بطرف ساری-قائمشهر-بومهن–رودهن · غرب بطرف پردیس–جاجرود-تهران |
|                             | جاده ۷۷ · شرق بطرف بومهن · غرب بطرف جاجرود · بلوار خلیج پارس · پردیس-مرکز شهر · اصطلک                                                     |
| پردیس                       | |
| ایستگاه عوارضی پردیس        | |
|                             | جاده ۷۷ · شرق بطرف بومهن · غرب بطرف جاجرود                                                                                                |
|                             | جاده ۷۷ · شرق بطرف پردیس · غرب بطرف تهران                                                                                                 |
|                             | بزرگراه بابایی |
| از غرب به شرق               | |
| آزادراه کنارگذر شمالی بومهن | |

## نگارخانه

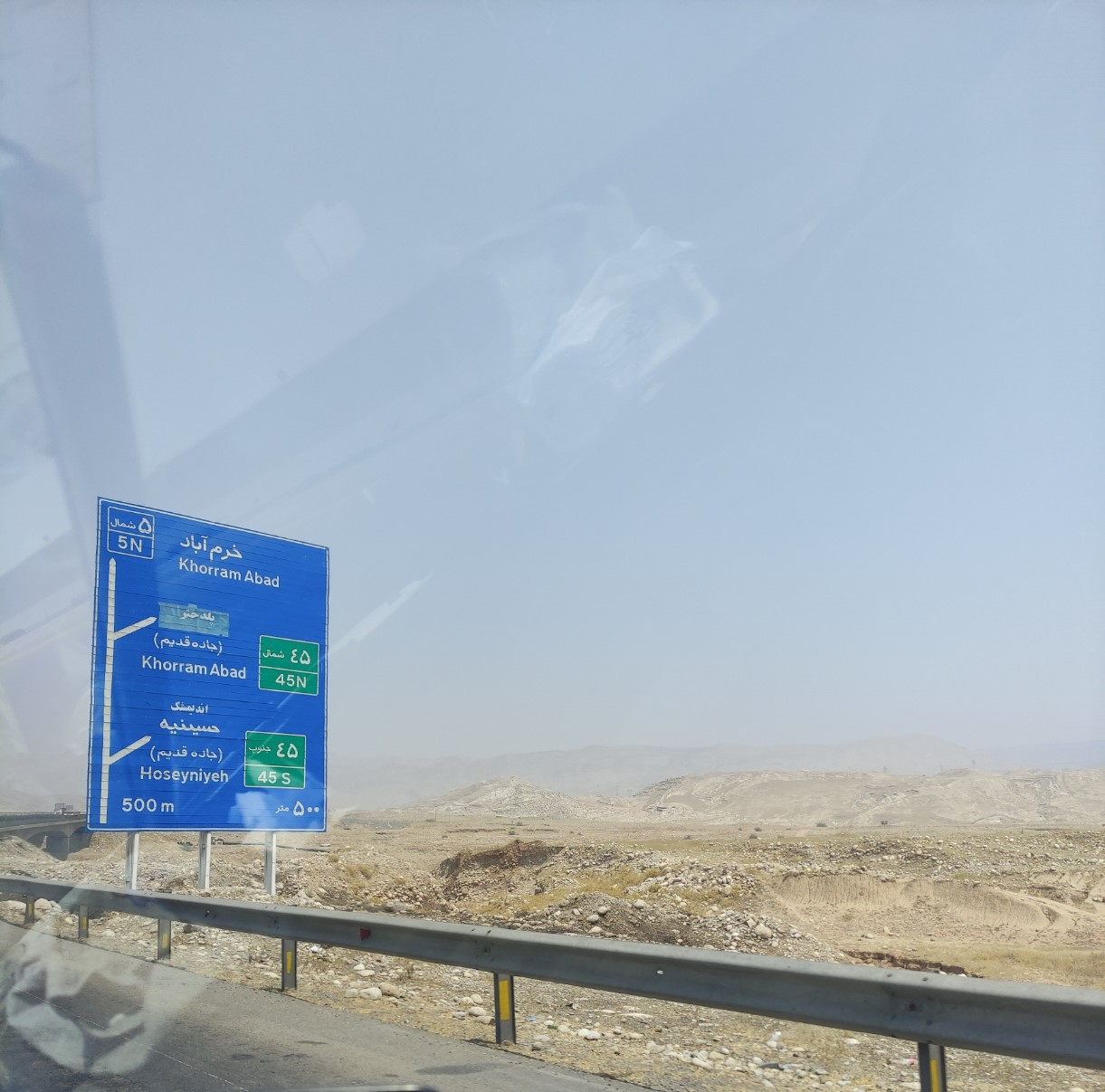
خروجی جاده قدیم پلدختر به ازادراه 5 خرم زال
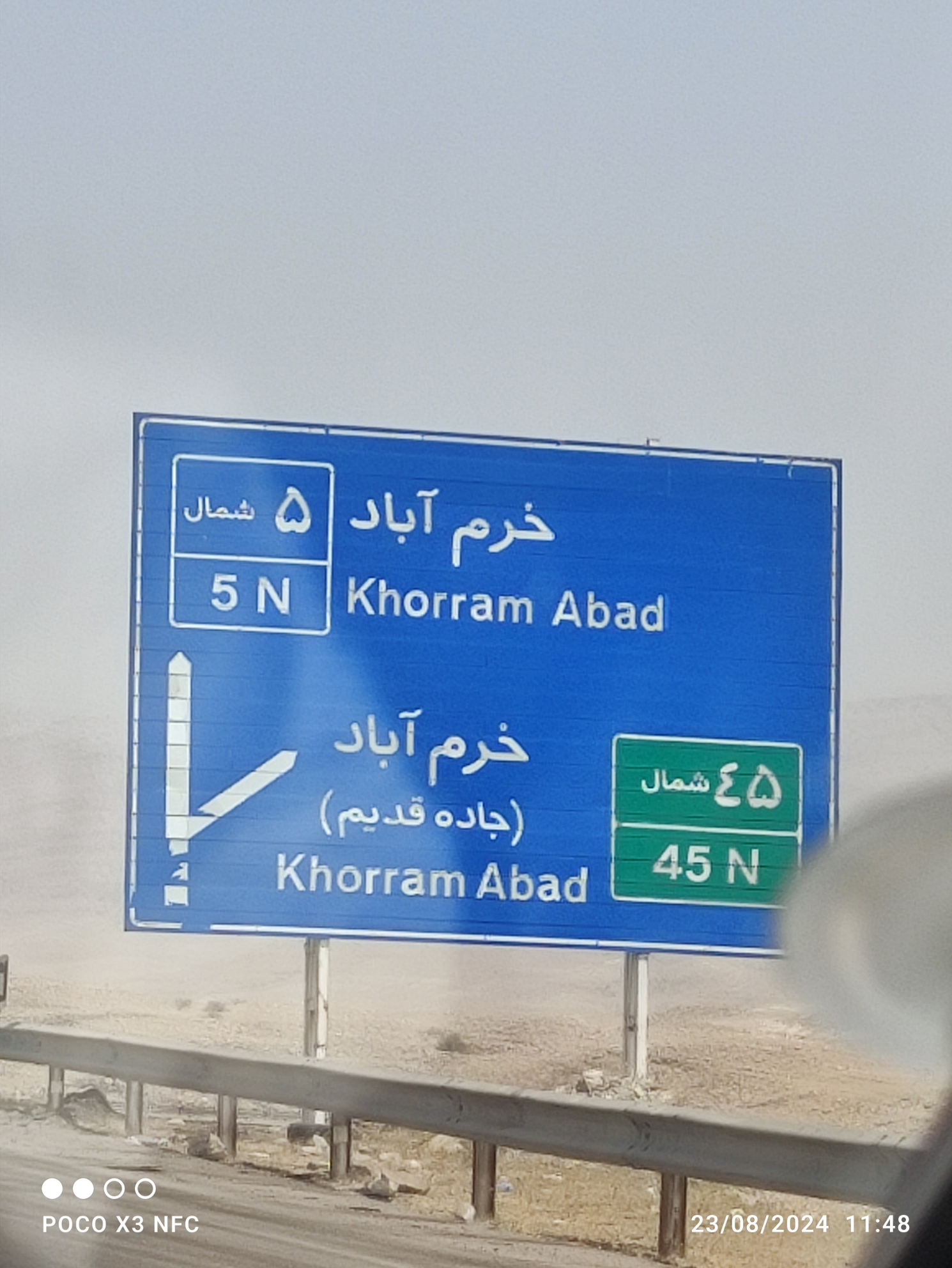
خروجی جاده قدیم خرم اباد در ازادراه شماره5 خرم زال

در برخی از نقاط به علت عرض کم آزادراه تنها چهار خط برای تردد دارد[[پرونده:خروجی از ازاد راه.jpg|بندانگشتی|
طبیعت اطراف آزادراه خرم‌زال
درختان بلوط در کنار آزادراه خرم‌زال
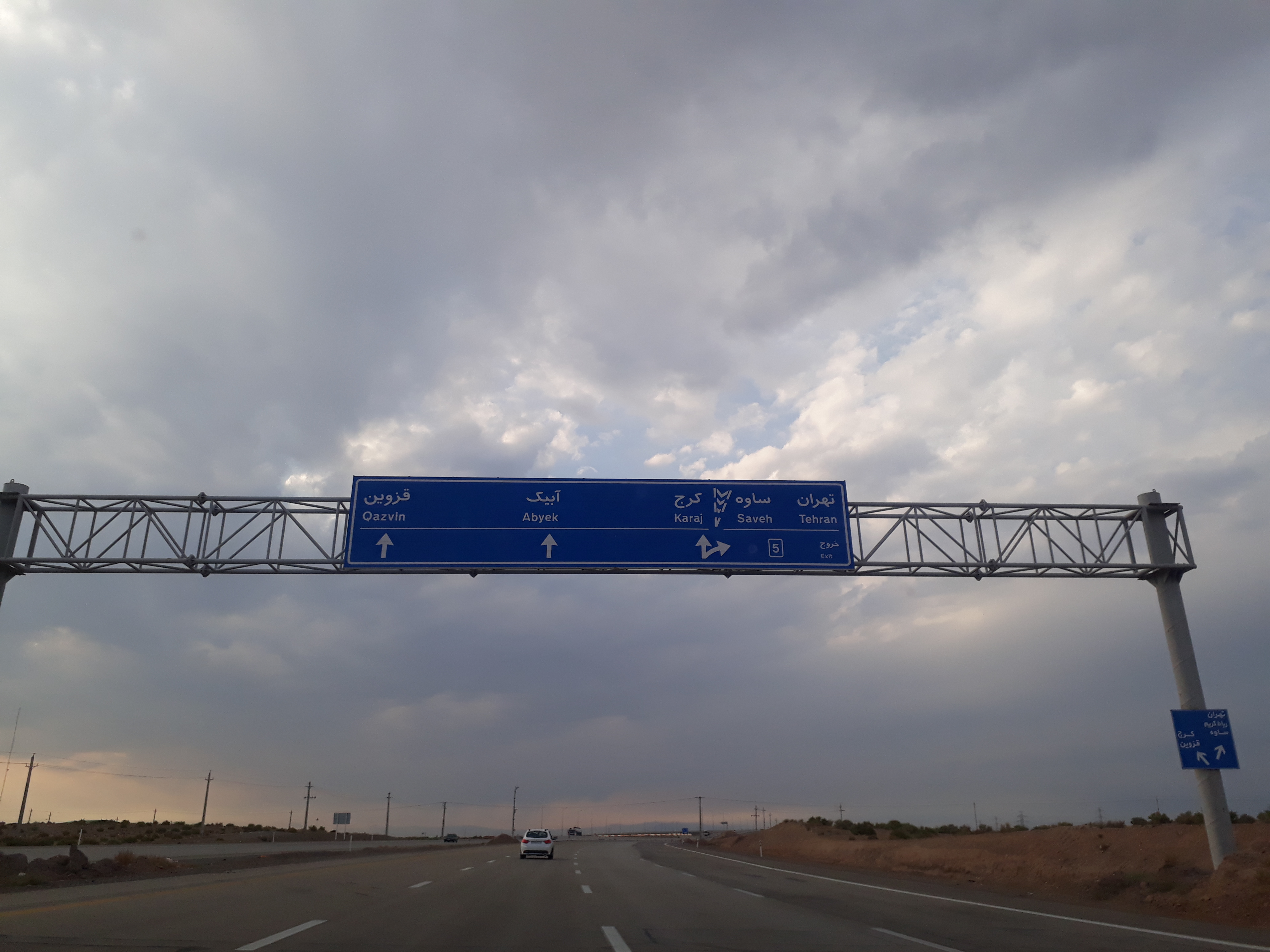
خروجی آزادراه تهران-ساوه در آزادراه غدیر
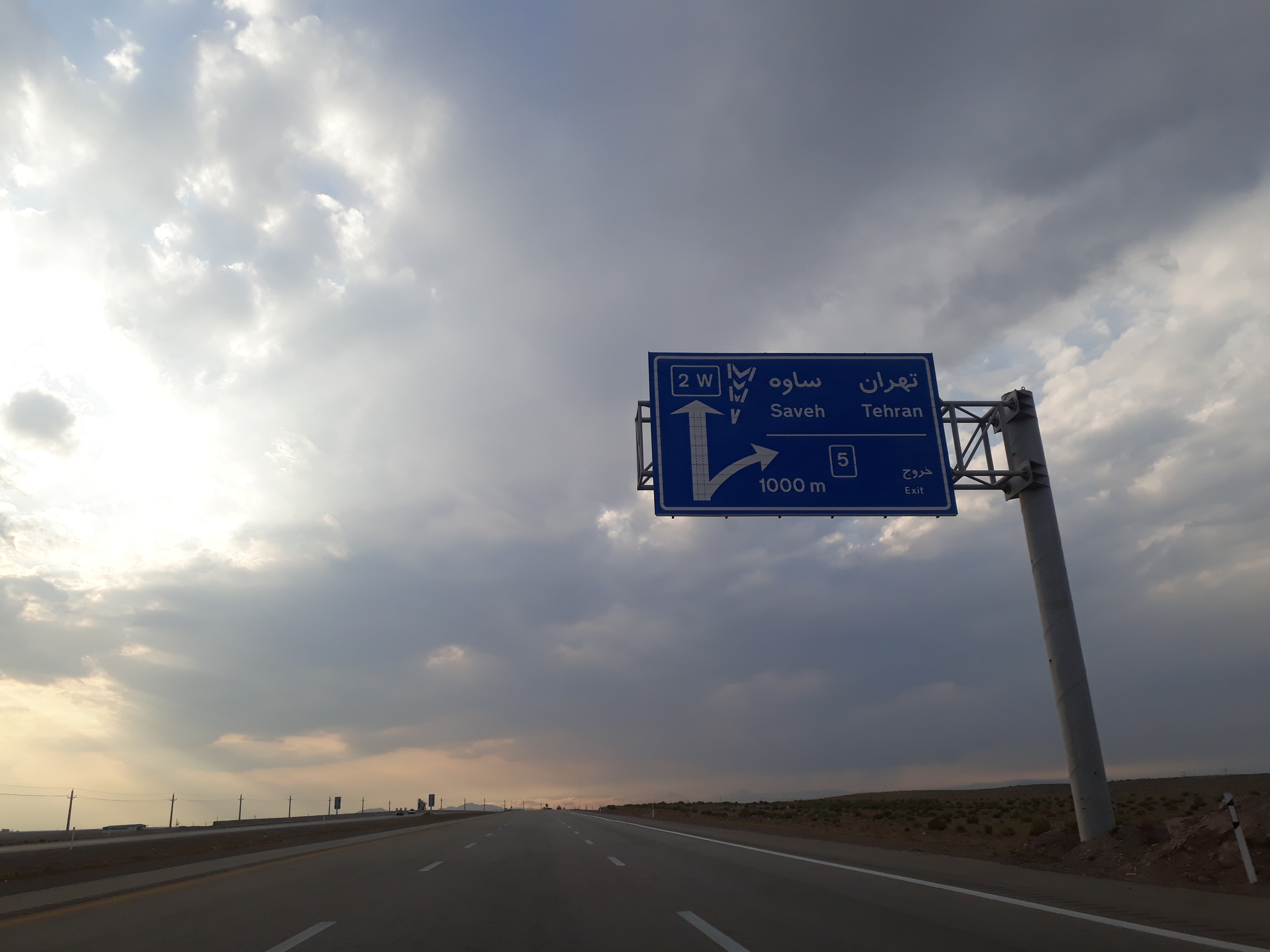
۱۰۰۰ متر تا خروجی آزادراه تهران-ساوه در آزادراه غدیر
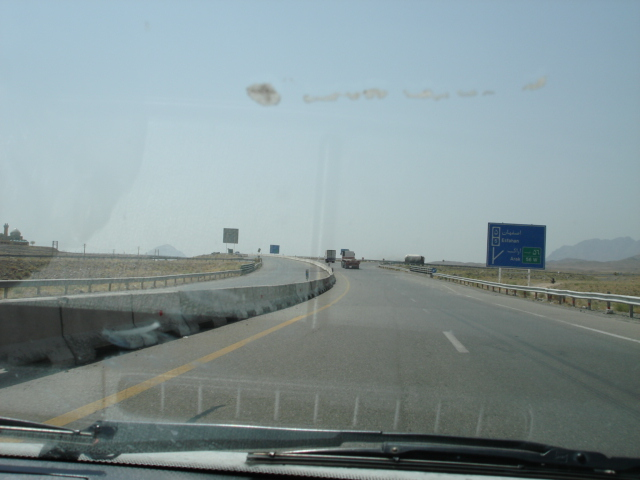
خروجی جاده قم-اراک در آزادراه ساوه-سلفچگان[[پرونده:خروجی ازاد راه.jpg|جایگزین=ا|بندانگشتی|197x197پیکسل|